# Basilio Puoti
Basilio Puoti (né à Naples le 27 juillet 1782 et mort dans la même ville le 19 juillet 1847) était un critique littéraire, lexicographe et grammairien italien.

## Biographie
Issu d'une famille noble, Basilio Puoti est diplômé en droit en 1809. Il devient inspecteur général de l'instruction publique du royaume des Deux-Siciles puis en 1825 il quitte ce poste pour s'installer et enseigner dans une école de langue italienne à Naples . Parmi ses élèves figurent Giacinto de' Sivo, Luigi Settembrini et Francesco De Sanctis .
Il s'oppose aux « barbares »  ou poètes romantiques à l'exception d' Alessandro Manzoni, dont il partage les sentiments nationalistes. Puoti est plutôt un puriste ouvert sur le lexique italien mais prônant  en matière de style une stricte imitation des modèles des XVe et XVIe siècles. Il traduisit le grec et le latin et fut membre de l' Accademia della Crusca .

## Publications
- (it) Regole elementari della lingua italiana – 1833 (en ligne l'ed. lucchese del 1850)
- (it) Dello studio delle scienze e delle lettere – 1833
- (it) Della maniera di studiare la lingua e l'eloquenza italiana – 1837 (en ligne l'ed. fiorentina del 1838)
- (it) Vocabolario domestico napoletano-toscano – 1841 (en ligne)
- (it) L'arte di scrivere in prosa per esempii e per teoriche – 1843 (en ligne l'ed. fiorentina del 1857)
- (it) Dizionario dei francesismi 1845.